# Bob de Hon
Bob de Hon (14 maart 1938) is een Nederlands politicus van de PvdA.
In zijn jeugd woonde hij in de Amsterdamse buurt Betondorp. In 1964 is hij aan de Universiteit van Amsterdam (UvA) afgestudeerd als experimenteel natuurkundige. Daarna heeft hij onderzoek gedaan, onderwijs gegeven en was hij betrokken bij het bestuur van onderwijsinstellingen. Zo was De Hon lid van de Universiteitsraad van de UvA en lid van het College van Bestuur van de UvA. Verder is De Hon voorzitter geweest van het college van bestuur van de Algemene Hogeschool Amsterdam en interim-manager van de stichting Centraal Overleg Beroepsbegeleidend Onderwijs in Utrecht. Bovendien is hij lid geweest van de gemeenteraad van Zaanstad.
In 1990 werd De Hon burgemeester van Diemen, wat grenst aan Betondorp. Begin 1993 kwam hij als zodanig landelijk in het nieuws toen hij ongeveer duizend Utrechtse voetbalsupports, die op weg waren naar de wedstrijd Ajax-FC Utrecht terugstuurde naar Utrecht onder meer omdat ze onderweg racistische leuzen riepen. Hij bleef burgemeester van Diemen tot hij in 2002 met pensioen ging.
Daarna was hij als adviseur betrokken bij het C2000-project dat viel onder het Ministerie van Binnenlandse Zaken. Vanaf maart 2004 was hij nog ongeveer een half jaar waarnemend burgemeester van Dronten. Toen in 2010 drie mobiele C2000-masten  in gebruik genomen werden, werd een daarvan naar Bob de Hon vernoemd.